# Communauté de communes Le Dunois (Cher)
Pour les articles homonymes, voir Communauté de communes du Dunois.
La Communauté de communes le Dunois est une communauté de communes française, située dans le département du Cher.

## Histoire
La communauté de communes a été créée le 18 décembre 2000.
Elle a intégré le 31 décembre 2012 la commune de Senneçay, qui était membre de l'ancienne communauté de communes des Rampennes.

## Territoire communautaire

### Géographie
Située dans le centre du département du Cher, la communauté de communes Le Dunois (Cher) regroupe 17 communes et présente une superficie de 335,7 km2.

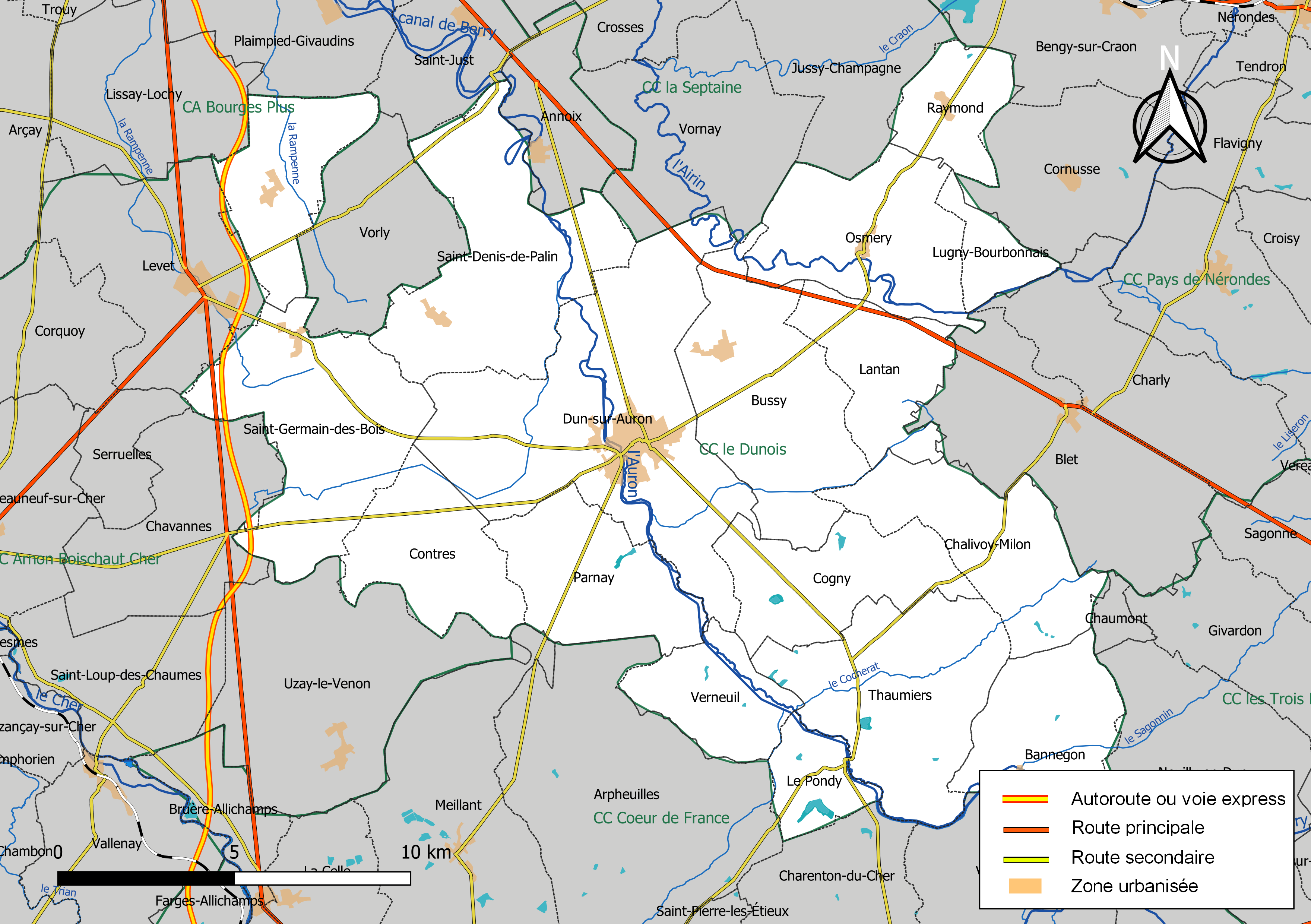
Carte de la communauté de communes Le Dunois (Cher) au 1er janvier 2019.

### Composition

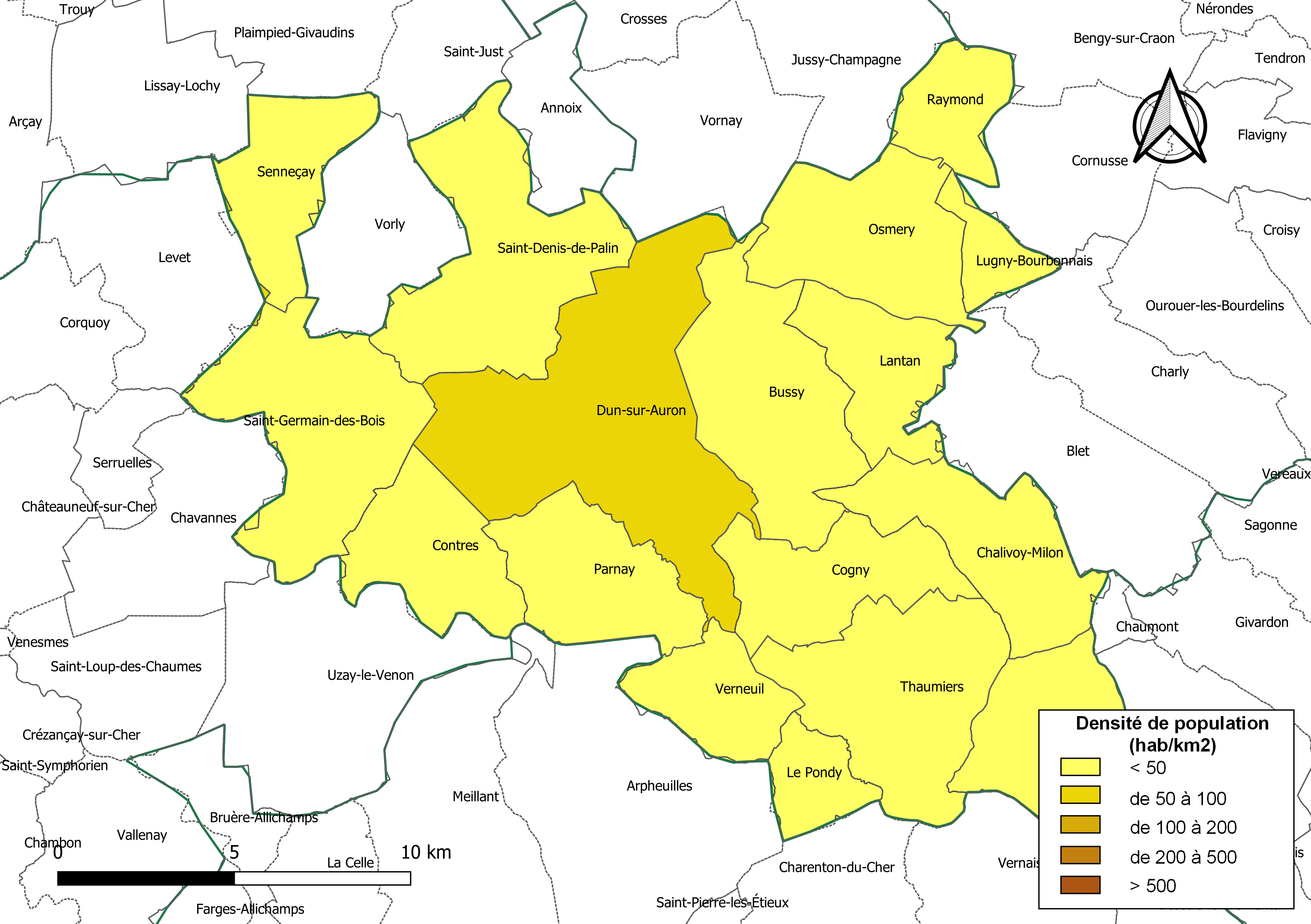
Carte des densités de population (millésimée 2016) des communes de la communauté de communes Le Dunois (Cher). Composition en communes au 1er janvier 2019.

La communauté de communes est composée des 17 communes suivantes :

| Nom                    | Code Insee | Gentilé       | Superficie (km2) | Population (dernière pop. légale) | Densité (hab./km2) |
| ---------------------- | ---------- | ------------- | ---------------- | --------------------------------- | ------------------ |
| Dun-sur-Auron (siège)  | 18087      |               | 50,09            | 3 566 (2022)                      | 71                 |
| Bannegon               | 18021      | Bannegonnais  | 21,08            | 246 (2022)                        | 12                 |
| Bussy                  | 18040      | Bussiens      | 26,69            | 357 (2022)                        | 13                 |
| Chalivoy-Milon         | 18045      | Chalivoysiens | 19,61            | 380 (2022)                        | 19                 |
| Cogny                  | 18068      | Cognysards    | 16,69            | 32 (2022)                         | 1,9                |
| Contres                | 18071      | Controis      | 16,03            | 34 (2022)                         | 2,1                |
| Lantan                 | 18121      | Lantanais     | 13,36            | 95 (2022)                         | 7,1                |
| Lugny-Bourbonnais      | 18131      | Lugnéens      | 5,33             | 34 (2021)                         | 6,4                |
| Osmery                 | 18173      | Ulméraciens   | 26,6             | 273 (2022)                        | 10                 |
| Parnay                 | 18177      | Parnaisiens   | 17,28            | 50 (2022)                         | 2,9                |
| Le Pondy               | 18183      | Pondissois    | 6,63             | 154 (2022)                        | 23                 |
| Raymond                | 18191      | Raymondois    | 9,24             | 175 (2022)                        | 19                 |
| Saint-Denis-de-Palin   | 18204      | Palinois      | 30,51            | 278 (2022)                        | 9,1                |
| Saint-Germain-des-Bois | 18212      | Germaniens    | 29               | 614 (2022)                        | 21                 |
| Senneçay               | 18248      |               | 14,47            | 451 (2022)                        | 31                 |
| Thaumiers              | 18261      | Thalmériens   | 27,33            | 392 (2022)                        | 14                 |
| Verneuil               | 18277      |               | 11,04            | 35 (2022)                         | 3,2                |

## Administration

### Élus
La communauté d'agglomération est administrée par son Conseil communautaire, composé de  conseillers municipaux représentant les 17 communes membres.
Le Conseil communautaire de juin 2020 a élu son président, Louis Cosyns,  maire de Dun-sur-Auron, et constitué son bureau pour le mandat 2020-2026.
Il est composé comme suit : 
Vice-présidents
1. Hubert de Ganay, maire de Lantan ;
2. Pierre de Jouvencel, maire de Bussy ;
3. Marie-Claire Bransard, adjointe au maire de Saint-Germain-des-Bois.

Autres membres
Le bureau comprend également René Rasle, maire de Raymond, Jean-Marie Deleuze, maire de  Verneuil (Cher), Patrick de Brunier, maire d'Osmery, Yves Petit, maire du Pondy et Christine Cartier, maire de Thaumiers.

### Liste des présidents
| Période                                  | Période                       | Identité            | Étiquette | Qualité                                                         |
| ---------------------------------------- | ----------------------------- | ------------------- | --------- | --------------------------------------------------------------- |
| Les données manquantes sont à compléter. |                               |                     |           |                                                                 |
| ???                                      | Février 2018                  | Marie-Pierre Richer | DVD       | maire-adjointe de Dun-sur-Auron Réélue pour le mandat 2014-2020 |
| Février 2018                             | En cours (au 01 juillet 2020) | Louis Cosyns        | DVD       | maire de Dun-sur-Auron                                          |

### Compétences
L'intercommunalité exerce des compétences qui lui sont déléguées par l'ensemble des communes qui la composent.
Il s'agit : 
- Aménagement de l'espace - Création et réalisation de zone d'aménagement concerté (ZAC) (à titre obligatoire)
- Développement et aménagement économique
  - Action de développement économique (Soutien des activités industrielles, commerciales ou de l'emploi, soutien des activités agricoles et forestières...) (à titre obligatoire)
  - Création, aménagement, entretien et gestion de zone d'activités industrielle, commerciale, tertiaire, artisanale ou touristique (à titre obligatoire)
- Développement et aménagement social et culturel
  - Construction ou aménagement, entretien, gestion d'équipements ou d'établissements culturels, socioculturels, socioéducatifs, sportifs (à titre optionnel)
  - Établissements scolaires (à titre optionnel)
- Environnement
  - Collecte et traitement des déchets des ménages et déchets assimilés (à titre optionnel)
  - Politique du cadre de vie (à titre optionnel)
- Voirie - Création, aménagement, entretien de la voirie (à titre optionnel)